# Pháo Type 92
Pháo Type 92  (九二式歩兵砲 Kyūni-shiki Hoheihō) là một loại pháo hỗ trợ bộ binh hạng nhẹ được sử dụng bởi quân đội Thiên hoàng Nhật Bản trong chiến tranh Trung-Nhật và Thế chiến 2. Nó cũng được gọi là "battalion artillery" (大隊砲 Daitaihō), tức pháo binh tiểu đoàn.

## Phát triển
Vì các loại pháo nhỏ như Type 11 (37 mm) hay súng cối Type 11 (70 mm) không còn đáp ứng được yêu cầu của quân đội, nên các văn phòng kỹ thuật quân sự đã thiết kế ra Type 92. Nó vừa có thể bắn trực tiếp như Type 11 37 mm, vừa có thể bắn cầu vồng (giáp tiếp) như Type 11 70 mm.
Các khẩu pháo Type 92 đã được sẵn sàng cho các đơn vị vào năm 1932.

## Thiết kế
Nhẹ và nhỏ, pháo Type 92 có thể được kéo bởi một con ngựa hoặc vài người lính.
Nòng pháo khá ngắn, cho nên vận tốc đầu nòng của đạn rất thấp (chưa tới 200 m/s). Các bánh xe ban đầu được làm bằng gỗ, sau được thay bằng thép, giúp di chuyển khẩu pháo dễ dàng và an toàn hơn.
Pháo Type 92 có thể bắn các loại đạn nổ HE, đạn xuyên giáp AP hay đạn khói smoke.

## Lịch sử sử dụng
Pháo Type 92 lần đầu được sử dụng ở Mãn Châu Quốc. Sau đó nó được sử dụng trên toàn chiến trường trong cuộc chiến tranh Trung-Nhật lần thứ 2.
Quân Nhật cũng sử dụng Type 92 trong các cuộc chiến với quân Đồng minh ở nam Thái Bình Dương và Đông Nam Á.
Quân Giải phóng Trung Quốc thu giữ được một số lượng khá lớn pháo Type 92 sau năm 1945. Họ dùng nó trong suốt cuộc chiến với Quốc dân đảng. Một số được Trung Quốc viện trợ cho Việt Nam trong chiến tranh Việt Nam.

## Các khẩu còn lại
Một khẩu pháo Type 92 được trưng bày trên Main Street ở Lakeport, California. Nó mang số 399, có bánh xe bằng kim loại. Một khẩu khác mang số 30300 cũng được trưng bày gần đó.
Ngoài ra còn một số khẩu trong các bảo tàng quân sự.

## Hình ảnh

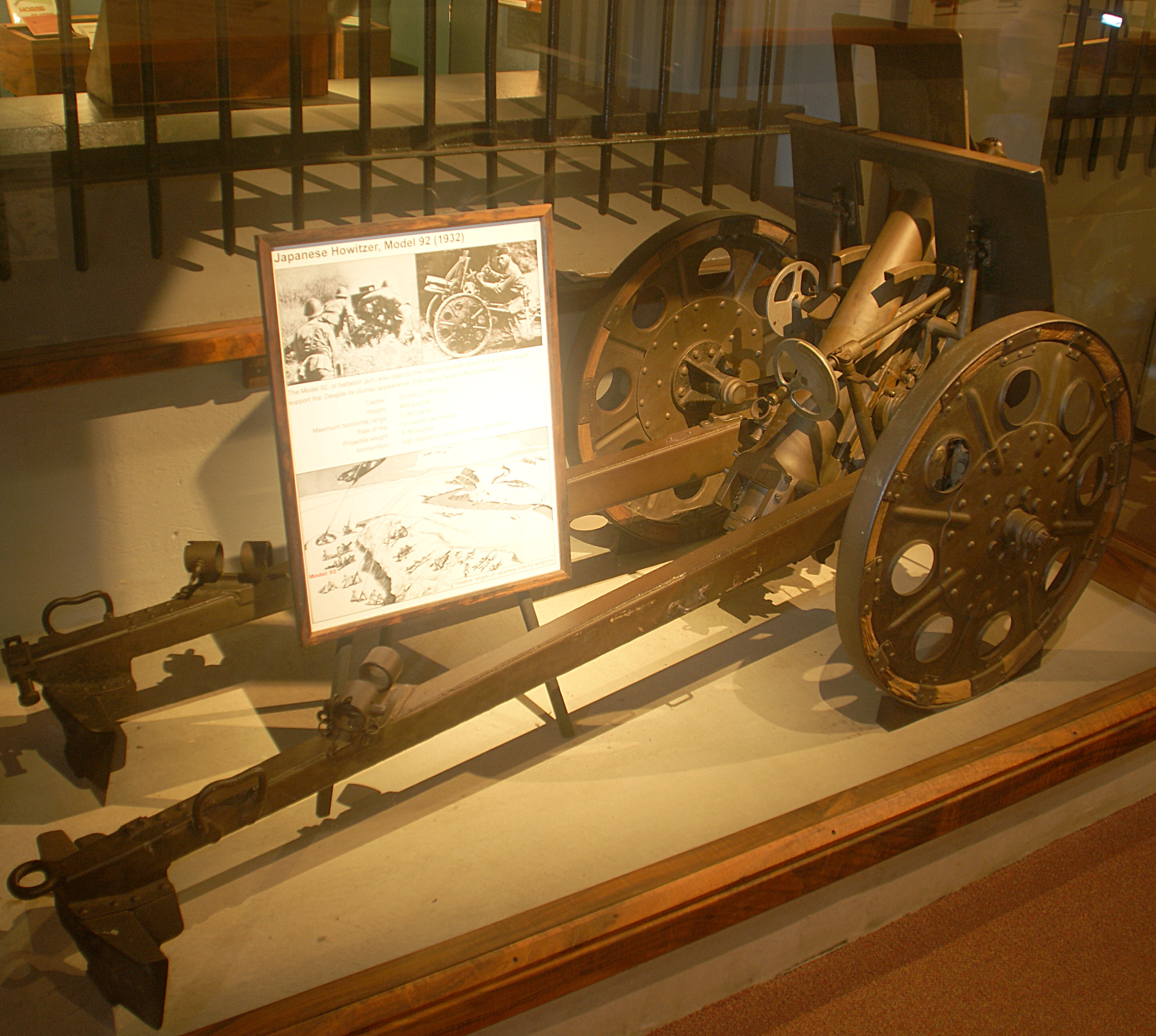
Mẫu năm 1932, bảo tàng Pin Randolf, Hawaii.
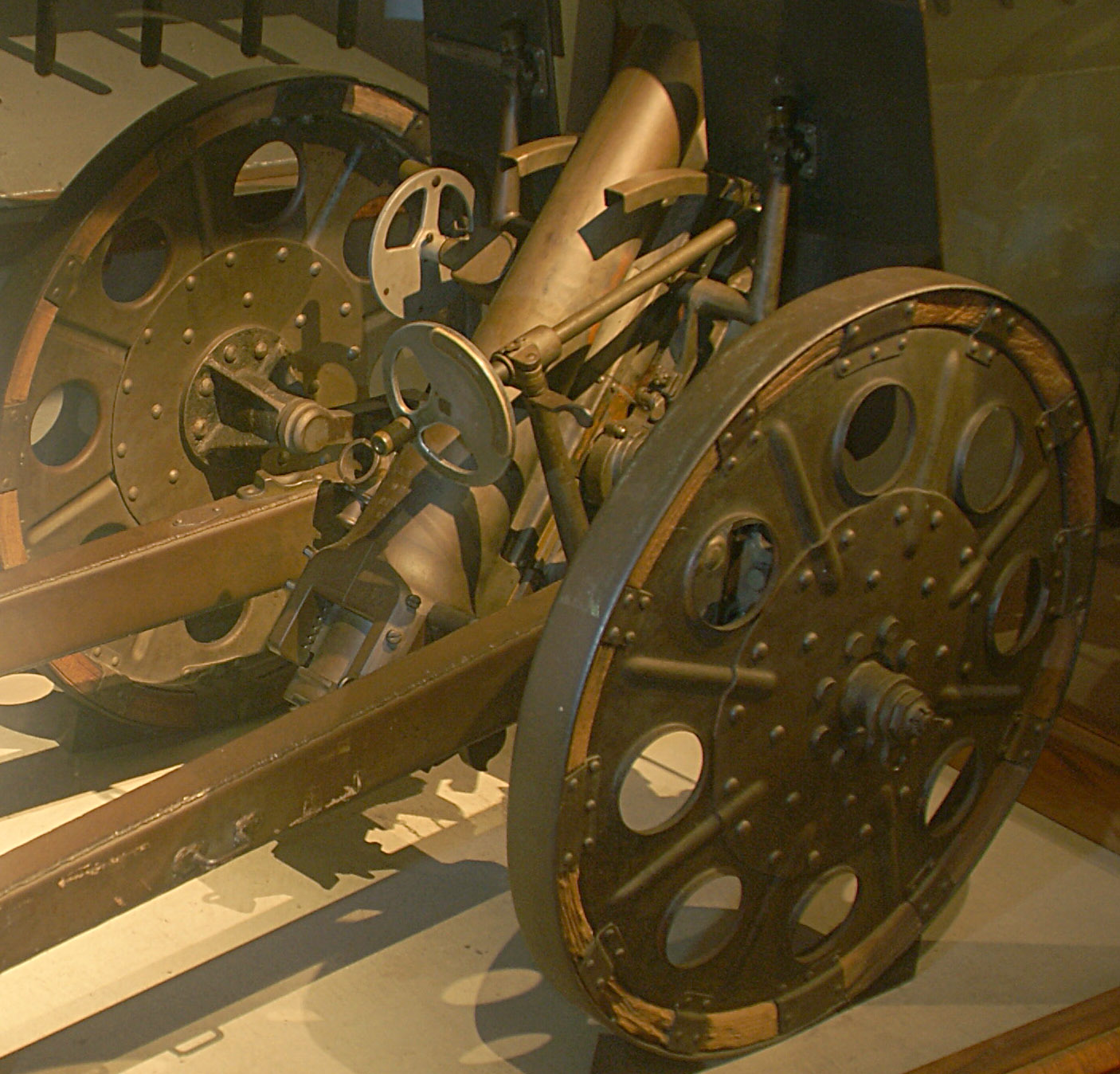
Các tay quay điều khiển.
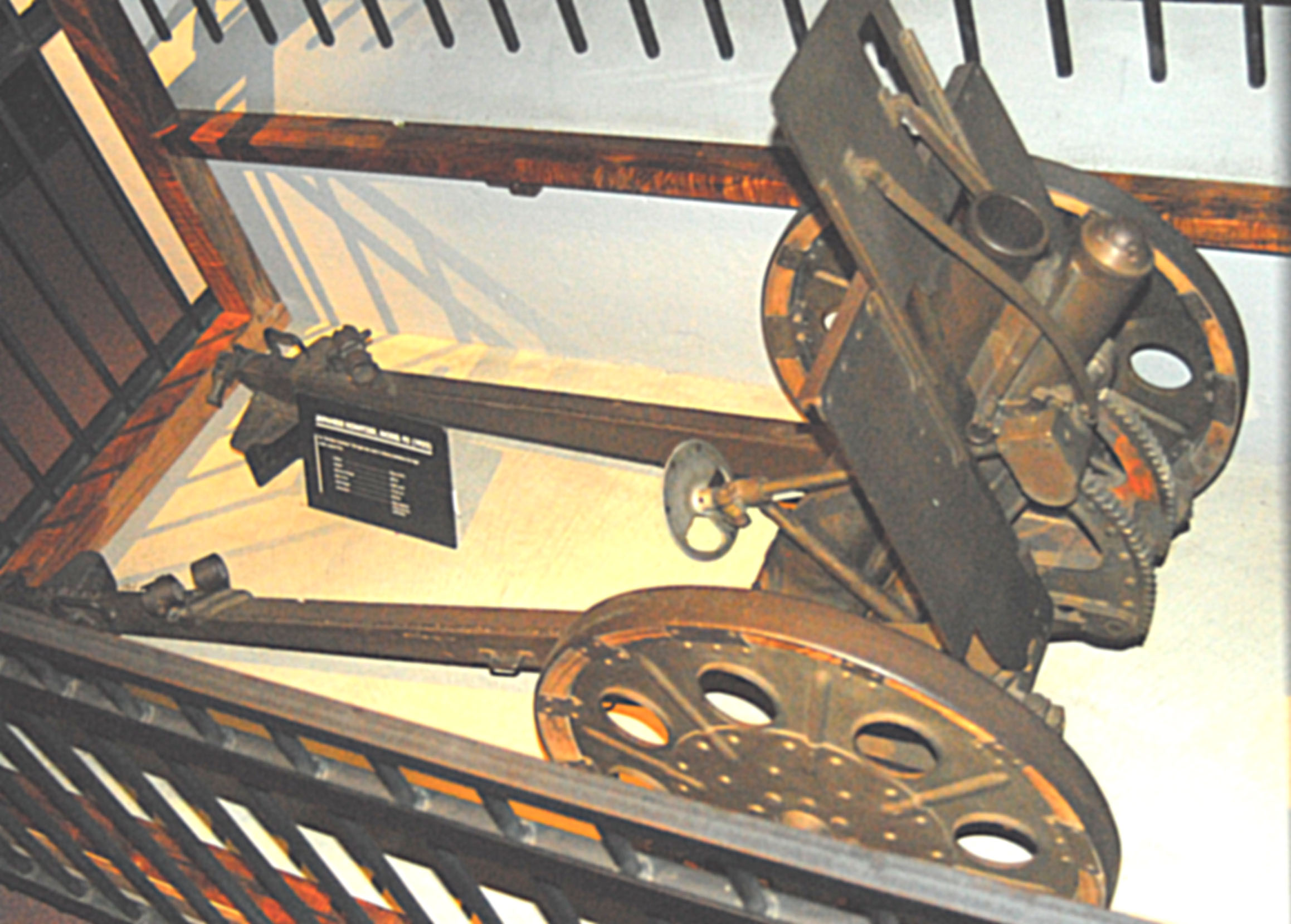
Mặt bên Type 92.
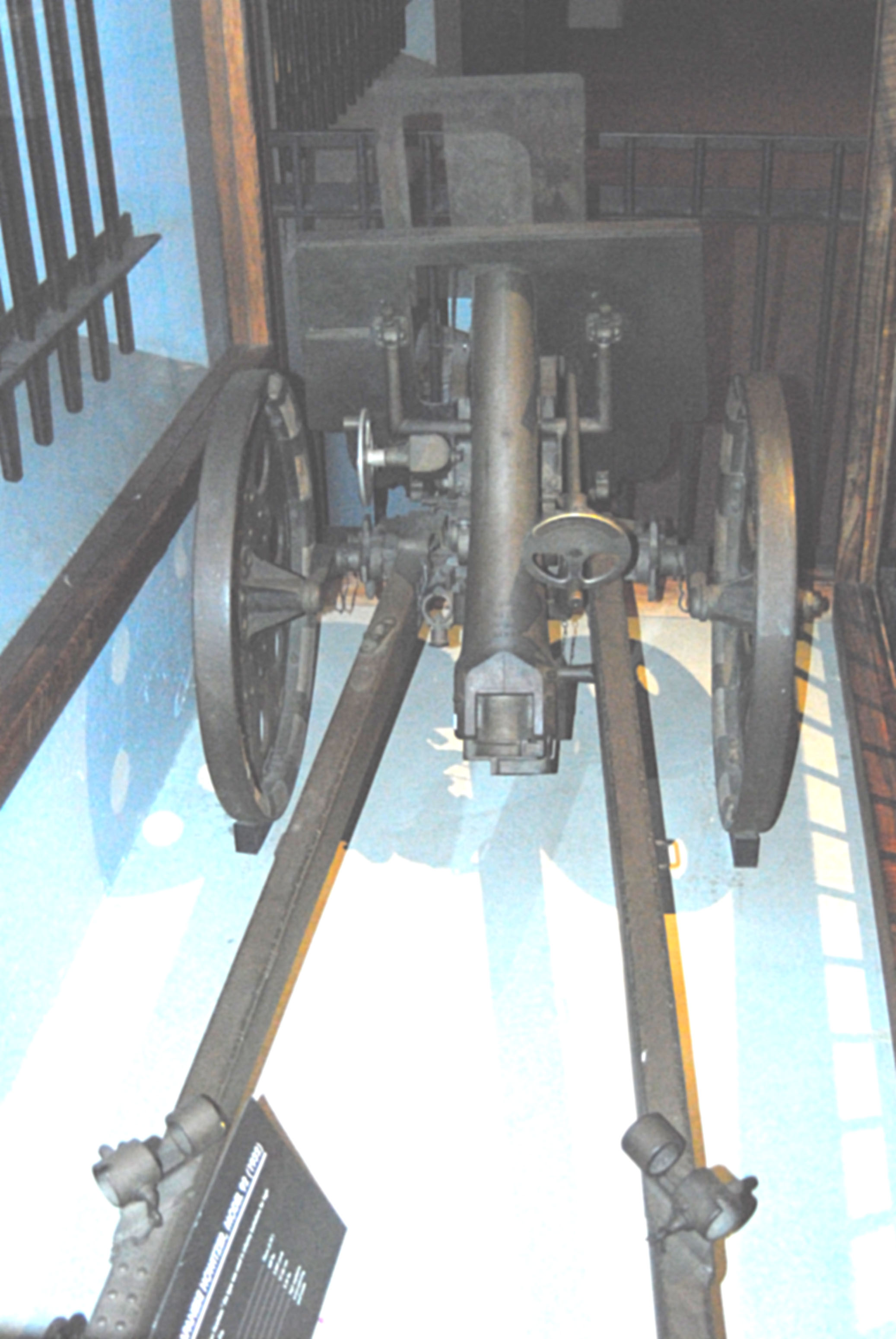
Mặt sau Type 92.
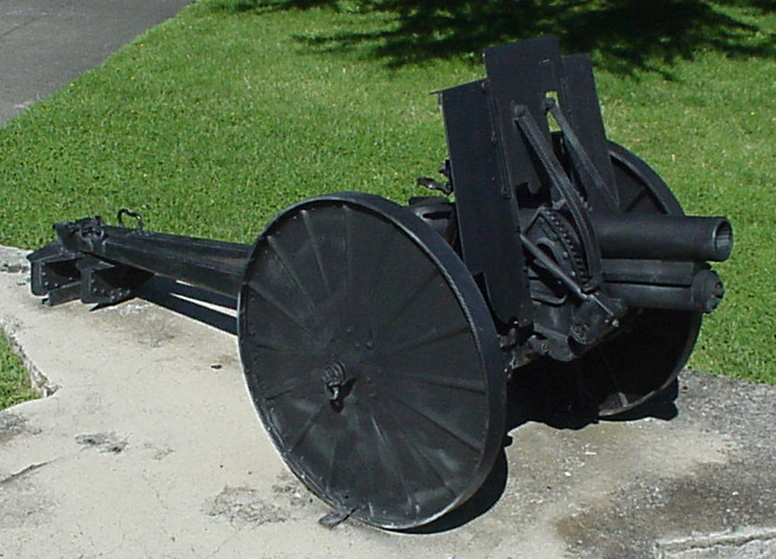
Khẩu pháo số 399, trưng bày tại Lakeport, California.
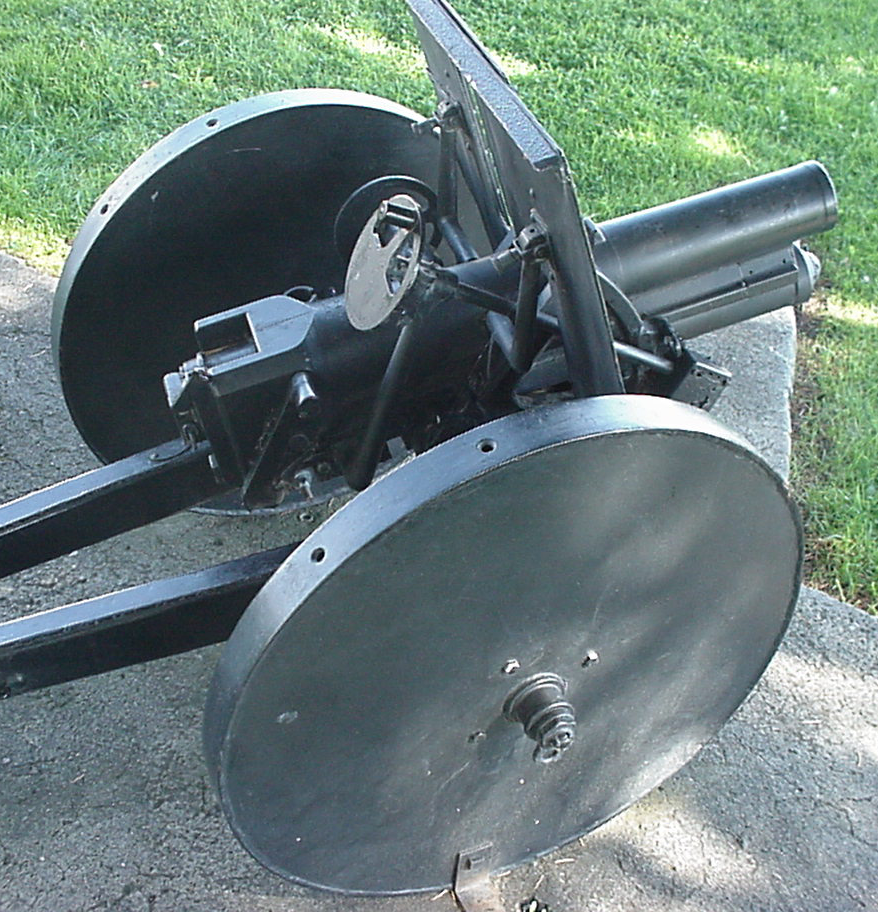
Khẩu pháo số 30300, trưng bày tại Lakeport, California.
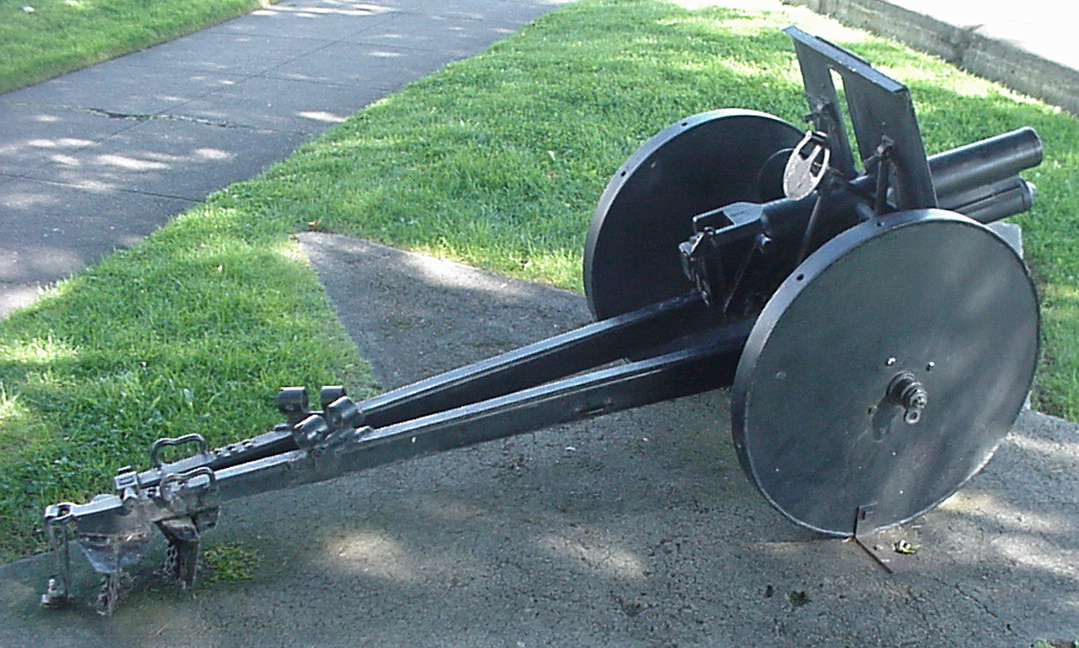
Khẩu pháo số 30300 đang trong trạng thái chờ vận chuyển.
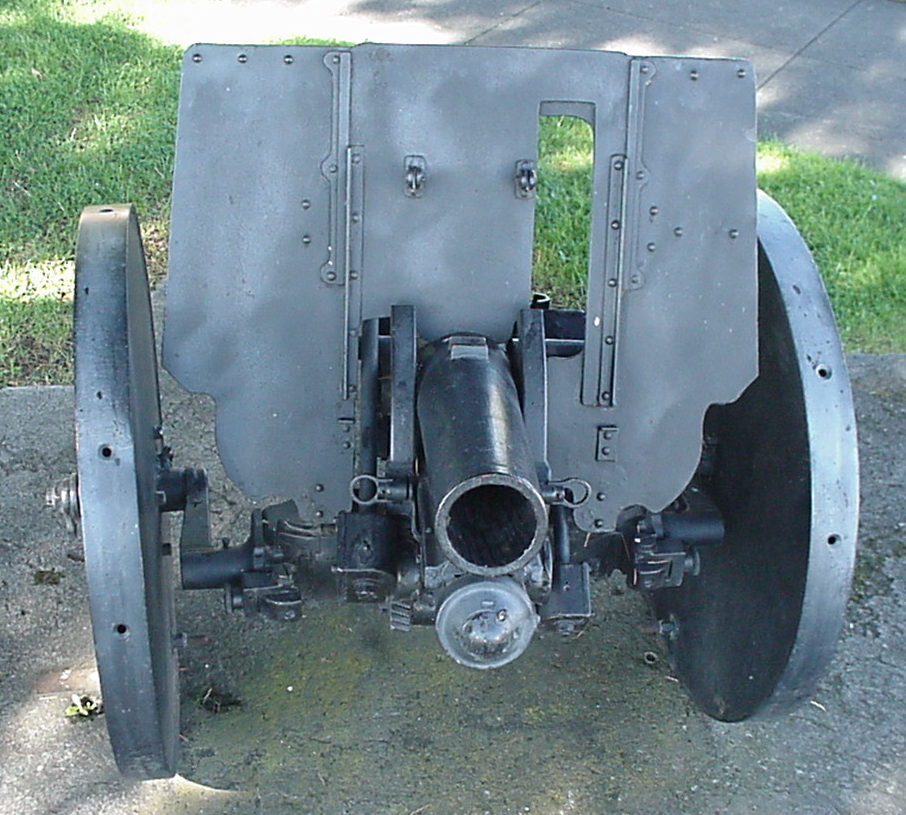
Khẩu pháo số 30300 nhìn từ phía trước.
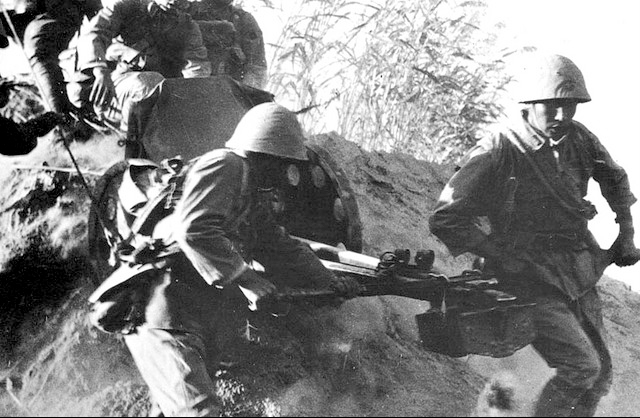
Một khẩu Type 92 đang được di chuyển bởi những người lính Nhật tới vị trí chiến đấu, Bataan, Philippines, năm 1942.